# Cyphalonotus larvatus
Cyphalonotus larvatus là một loài nhện trong họ Araneidae.
Loài này thuộc chi Cyphalonotus. Cyphalonotus larvatus được Eugène Simon miêu tả năm 1881.